# Karl Gadow
Karl Gadow (* 26. November 1913 in Nowawes; † 6. Oktober 1992) war ein deutscher Politiker (SPD/SED) und Diplomat. Er war Botschafter der DDR in Nepal.

## Leben
Gadow wurde als Sohn eines Buchdruckers geboren. 1932 trat er der SPD bei. Nach seinem Abitur 1933 erlernte er den Beruf des Buchhändlers. 1939 wurde er zum Kriegsdienst bei der Wehrmacht eingezogen. 
Nach Kriegsende 1945 trat er wieder der SPD bei und wurde 1946 Mitglied der SED. 1945/46 war er Mitarbeiter der Stadtverwaltung Potsdam. Ab Februar 1946 leitete er als Mitarbeiter des SPD-Bezirksvorstandes Brandenburg zusammen mit dem Kommunisten Kurt Laube das gemeinsame Organisationsbüro von SPD und KPD für die Provinz Brandenburg. 1946/47 war er im Informationsamt der Provinzialregierung Mark Brandenburg tätig. Von April 1946 bis April 1949 war Gadow Mitglied des Sekretariats des SED-Landesvorstandes Brandenburg. Er war dort zusammen mit Bruno Brockhoff zuständig für das Sekretariat Werbung und Schulung sowie die Jugendabteilung. Ab September 1947 war er nur noch für die Abteilung Werbung, Presse, Rundfunk zuständig und war zugleich Leiter dieser Abteilung. Ab Mai 1949, nach Etablierung des Kleinen Sekretariats, war Gadow nicht mehr Mitglied des Sekretariats des SED-Landesvorstandes, aber weiterhin Leiter der Abteilung für Massenagitation. Von Februar bis September 1950 war er als Nachrücker Abgeordneter des Brandenburger Landtages.
Nach einem Studium an der Parteihochschule „Karl Marx“ (1950–1953) leitete er die Abteilung Lichtspielwesen in der Hauptverwaltung Film des Ministeriums für Kultur der DDR und wurde Direktor des DEFA-Studios für Synchronisation. 
1961 trat Gadow in den diplomatischen Dienst der DDR, von 1961 bis 1965 wirkte er als Vizekonsul und Kulturattaché der DDR in Kairo. Zwischen 1965 und 1970 übte er verschiedene Funktionen im MfAA aus und war Sekretär der UNESCO-Kommission der DDR. Von 1964 bis 1970 war er Mitglied des Präsidiums und 1966 des Erweiterten Büros der Liga für die UNESCO-Kommission. Ab 1968 fungierte er als Erziehungs- und Schulungskommissar der Liga. Von 1970 bis 1974 war er Erster Sekretär an der Botschaft der DDR in Neu-Delhi. Von Mai 1975 bis August 1978 fungierte er als Botschafter der DDR in Kathmandu.

## Auszeichnungen
- Vaterländischer Verdienstorden in Bronze (1965)[2], in Silber (1973) und in Gold (1978)
- Orden Stern der Völkerfreundschaft in Silber (1988)[3]